# باول ويلسون (لاعب كرة قدم)
باول ويلسون (بالإنجليزية: Paul Wilson)‏ (2 أغسطس 1968 ببرادفورد في المملكة المتحدة - ) هو لاعب كرة قدم بريطاني في مركز الدفاع. لعب مع روشدين ودايموندز وسكونثورب يونايتد وكامبريدج يونايتد ونادي بيرنلي ونادي نورثامبتون تاون ونادي يورك سيتي ونورويتش سيتي وهدرسفيلد تاون ونادي هاليفاكس تاون.

## وصلات خارجية
- بول ويلسون على موقع قاعدة بيانات كرة القدم.إي يو (الإنجليزية)
- بول ويلسون على موقع Soccerbase.com (لاعب) (الإنجليزية)